# Никица Єлавич
Ни́кица Є́лавич (хорв. Nikica Jelavić, нар. 27 серпня 1985, Чапліна, СФРЮ) — хорватський футбольний тренер. У минулому футболіст, нападник. У складі збірної Хорватії виступав на Євро-2012 і чемпіонаті світу 2014 року.

## Клубна кар'єра
Вихованець футбольної школи клубу «Хайдук» (Спліт). Дорослу футбольну кар'єру розпочав 2004 року в основній команді того ж клубу, в якій провів три сезони, взявши участь у 31 матчі чемпіонату. У складі «Хайдука» був одним з головних бомбардирів команди, маючи середню результативність на рівні 0,48 голу за гру першості.
Протягом 2007—2008 років захищав кольори команди бельгійського клубу «Зюлте-Варегем».
Своєю грою за останню команду привернув увагу представників тренерського штабу клубу «Рапід» (Відень), до складу якого приєднався 2008 року. Відіграв за віденську команду наступні два сезони своєї ігрової кар'єри. Більшість часу, проведеного у складі віденського «Рапіда», був основним гравцем атакувальної ланки команди. В новому клубі був серед найкращих голеодорів, відзначаючись забитим голом в середньому щонайменше у кожній третій грі чемпіонату.
До складу шотландського «Рейнджерс» приєднався 2010 року. Відіграв за команду з Глазго 45 матчів в національному чемпіонаті, при цьому 30 разів відзначався забитими голами. 2011 року виграв з командою чемпіонат і Кубок шотландської ліги.

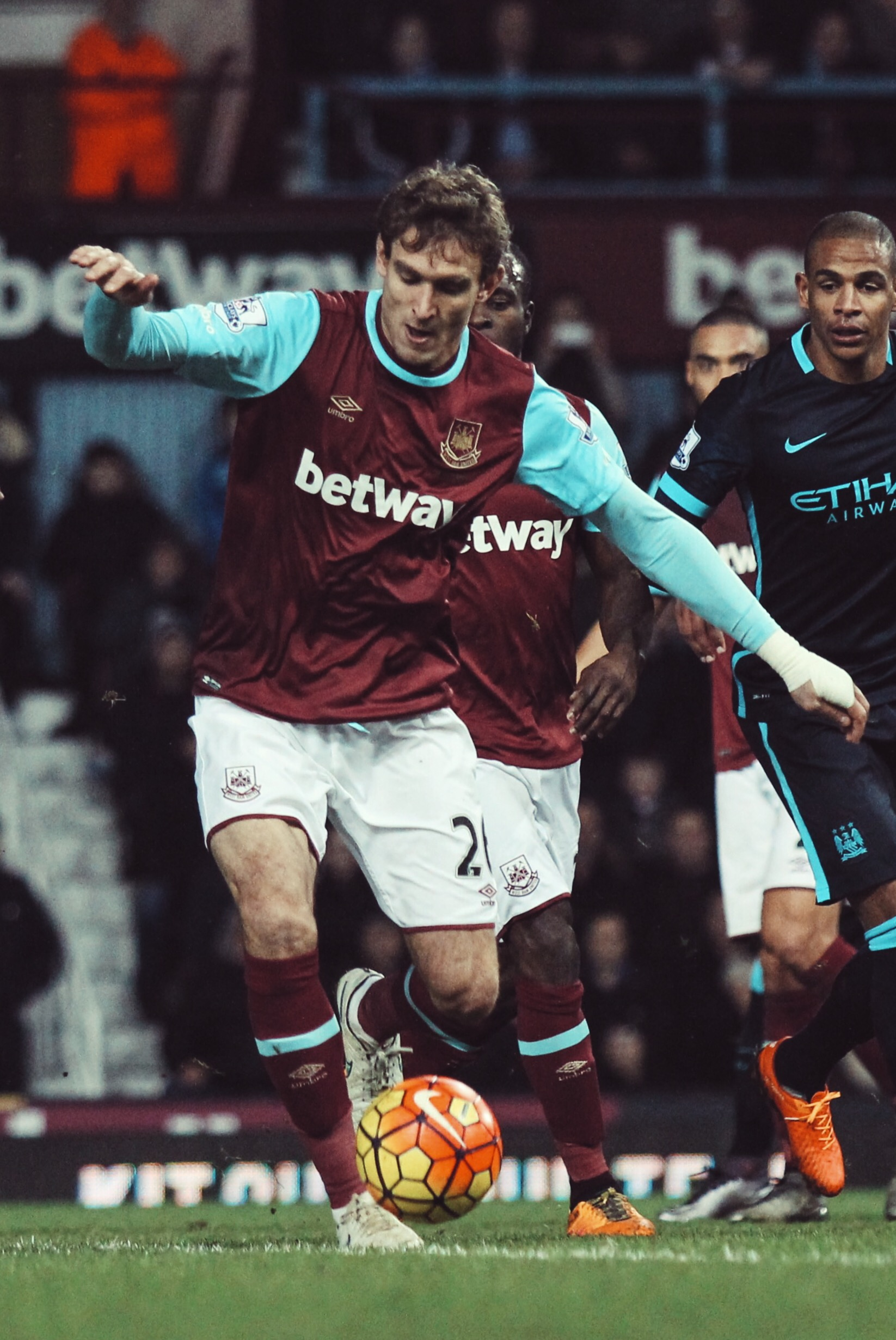
Никица Єлавич під час виступів за «Вест Гем Юнайтед». 2016 рік.

Забивний нападник зацікавив керівництво англійського «Евертона», яке на початку 2012 року виклало за хорвата 5 мільйонів фунтів, уклавши з ним контракт на 4,5 роки. Спочатку Єлавич був основним форвардом ліверпульського клубу, втім 2013 року, з приходом до команди бельгійця Ромелу Лукаку, почав втрачати місце в основі, а згодом узагалі був змушений зайнятися пошуком нового клубу. Таким новим клубом став «Галл Сіті», який уклав з хорватським нападником у січні 2014 року контракт на 3,5 роки. 8 лютого в матчі 25 туру Прем'єр-ліги проти "Сандерленда" забив свій перший гол за "тигрів", а його команда здобула гостьову перемогу з рахунком 2:0.
2015 року «Галл» вилетів з Прем'єр-ліги і Єлавич перейшов у іншу команду вищого англійського дмвізіону «Вест Гем Юнайтед», уклавши дворічну угоду. Втім тут основним нападником хорвату стати не вдалось, тому у лютому 2016 року він відправився до Китаю, де грав за місцеві команди «Бейцзін Женьхе» та «Гуйчжоу Чжичен».
3 вересня 2020 року перебрався в «Локомотиву» на правах вільного агента і грав за клуб до 1 березня 2021 року, коли завершив кар'єру гравця.

## Виступи за збірні
Протягом 2006—2007 років залучався до складу молодіжної збірної Хорватії. На молодіжному рівні зіграв у 9 офіційних матчах, забив 2 голи.
8 жовтня 2009 року дебютував в офіційних матчах у складі національної збірної Хорватії у товариському матчі проти Катару в Рієці, вийшовши на заміну замість Івана Класнича на 64-й хвилині і на 91-й хвилині матчу забив свій перший гол за збірну, принісши їй перемогу з рахунком 3:2.
29 травня 2012 року був включений головним тренером збірної Славеном Білічем до заявки команди для участі на Євро-2012. 10 червня у першому ж матчі хорватської збірної на турнірі Єлавіч забив переможний гол у ворота збірної Ірландії (3:1). Усього на чемпіонаті Європи зіграв 3 матчі, але хорвати не вийшли з групи.
За два роки Єлавіч зіграв і на чемпіонаті світу 2014 року, де провів два матчі, а хорвати знову не подолали груповий етап.
11 жовтня 2014 року Єлавіч, незадоволений своїм статусом у збірній, оголосив про завершення міжнародної кар'єри. Всього провів у формі головної команди країни 36 матчів, забивши 6 голів.

## Тренерська кар'єра
У січні 2023 року розпочав тренерську кар'єру, очоливши юнацьку команду U-19 загребської «Локомотиви», а вже у травні він привів команди до перемоги в юнацькому Кубку Хорватії, перемігши у фіналі однолітків із загребського «Динамо» з рахунком 1:0.

## Титули та досягнення
- Чемпіон Шотландії (1):

«Рейнджерс»: 2010–11
- Володар Кубка шотландської ліги (1):

«Рейнджерс»: 2010–11

### Індивідуальні
- Найкращий гравець англійської Прем'єр-ліги: квітень 2012